# Società Polisportiva Ars et Labor 1958-1959
Questa voce raccoglie le informazioni riguardanti la Società Polisportiva Ars et Labor  nelle competizioni ufficiali della stagione 1958-1959.

## Stagione
Nella stagione 1958-1959 sulla panchina biancazzurra torna a sedersi Fioravante Baldi, che guida la SPAL ad un'altra salvezza. La squadra estense deve fare a meno dell'esperienza del portiere Renato Bertocchi, che dopo varie stagioni a difesa della porta spallina torna nella sua Livorno.
L'applicazione del sistema difensivo chiamato "catenaccio" garantisce alla SPAL il miglior pacchetto arretrato delle squadre in lotta per ottenere la salvezza, ma per contro anche il peggior attacco del torneo: il capocannoniere stagionale è infatti Egidio Morbello, prelevato dalla Roma, con sole nove reti. Fra i calciatori biancazzurri si segnalano due giovani di belle speranze, quali Saul Malatrasi e Gianfranco Bozzao. Sul campo sono le vittorie ottenute in casa della Fiorentina e con la Roma a regalare con quattro giornate d'anticipo la salvezza alla SPAL, ai danni di due squadre titolate come Torino e Triestina.

## Rosa
| N. |                   | Ruolo | Calciatore              |
| -- | ----------------- | ----- | ----------------------- |
|    | Italia (bandiera) | P     | Riccardo Toros          |
|    | Italia (bandiera) | P     | Lidio Maietti           |
|    | Italia (bandiera) | P     | Giandomenico Baldisseri |
|    | Italia (bandiera) | D     | Aulo Gelio Lucchi       |
|    | Italia (bandiera) | D     | Saul Malatrasi          |
|    | Italia (bandiera) | D     | Luigi Calza             |
|    | Italia (bandiera) | D     | Gianfranco Bozzao       |
|    | Italia (bandiera) | D     | Enrico Cecchi           |
|    | Italia (bandiera) | D     | Gaudenzio Trentin       |
|    | Italia (bandiera) | D     | Luciano Boldi           |
|    | Italia (bandiera) | D     | Vittorio Taddia         |
|    | Italia (bandiera) | C     | Edoardo Dal Pos         |
|    | Italia (bandiera) | C     | Vincenzo Gasperi        |
|    | Italia (bandiera) | C     | Angelo Villa            |
|    | Italia (bandiera) | C     | Giuseppe Catalani       |

| N. |                    | Ruolo | Calciatore            |
| -- | ------------------ | ----- | --------------------- |
|    | Italia (bandiera)  | C     | Gabriele Scappi       |
|    | Italia (bandiera)  | C     | Giovanni Ferraro      |
|    | Italia (bandiera)  | C     | Claudio Govoni        |
|    | Italia (bandiera)  | C     | Egisto Pandolfini     |
|    | Italia (bandiera)  | A     | Orlando Rozzoni       |
|    | Italia (bandiera)  | A     | Egidio Morbello       |
|    | Brasile (bandiera) | A     | Wilson Sorio          |
|    | Italia (bandiera)  | A     | Pietro Broccini       |
|    | Italia (bandiera)  | A     | Giuseppe Orlando      |
|    | Italia (bandiera)  | A     | Roberto Oltramari     |
|    | Italia (bandiera)  | A     | Giampiero Mangiarotti |
|    | Italia (bandiera)  | A     | Giancarlo Vitali      |
|    | Italia (bandiera)  | A     | Alberto Novelli       |
|    | Italia (bandiera)  | A     | Pietro Rossi          |
|    | Italia (bandiera)  | A     | Silvano Mencacci      |

## Risultati

### Serie A

#### Girone di andata
| Ferrara 21 settembre 1958 1ª giornata | SPAL              | 0 – 0 | Juventus | Stadio Comunale\| Arbitro: \| Marchese (Napoli) \| |
| Arbitro:                              | Marchese (Napoli) |       |          |                                                    |

| Arbitro: | Bonetto (Torino) |

|  |           |                    |
|  | Marcatori | 5’ (rig.) Broccini |

| Arbitro: | De Marchi (Pordenone) |

|                     |           |             |
| Broccini 87’ (rig.) | Marcatori | 73’ Manenti |

| Arbitro: | Bonetto (Torino) |

|                                                                |           |  |
| Angelillo 3’, 44’, 45’, 46’, 69’ Lindskog 30’, 87’ Rovatti 52’ | Marcatori |  |

| Arbitro: | Liverani (Torino) |

|  |           |                          |
|  | Marcatori | 2’, 85’ Prini 64’ Tagnin |

| Arbitro: | Mori (Cremona) |

|                                        |           |                                   |
| Pascutti 25’ Pivatelli 53’ Maschio 62’ | Marcatori | 80’ (rig.) Pandolfini 82’ Orlando |

| Arbitro: | Ferrari (Milano) |

|           |           |                  |
| Sorio 65’ | Marcatori | 28’, 36’ Recagno |

| Arbitro: | Rebuffo (Milano) |

|                   |           |                  |
| Bozzao 82’ (aut.) | Marcatori | 30’, 40’ Rozzoni |

| Arbitro: | Ubezio (Novara) |

|  |           |                 |
|  | Marcatori | 27’, 79’ Zerlin |

| Napoli 30 novembre 1958 10ª giornata | Napoli          | 0 – 0 | SPAL | Stadio San Paolo\| Arbitro: \| Moriconi (Roma) \| |
| Arbitro:                             | Moriconi (Roma) |       |      |                                                   |

| Arbitro: | Rigato (Mestre) |

|              |           |              |
| Broccini 12’ | Marcatori | 57’ Altafini |

| Ferrara 21 dicembre 1958 12ª giornata | SPAL             | 0 – 0 | Fiorentina | Stadio Comunale\| Arbitro: \| Rebuffo (Milano) \| |
| Arbitro:                              | Rebuffo (Milano) |       |            |                                                   |

| Arbitro: | Righi (Milano) |

|                           |           |  |
| Da Costa 18’ Lojodice 58’ | Marcatori |  |

| Arbitro: | Gambarotta (Genova) |

|                       |           |  |
| Rozzoni 35’, 43’, 74’ | Marcatori |  |

| Ferrara 11 gennaio 1959 15ª giornata | SPAL             | 0 – 0 | L.R. Vicenza | Stadio Comunale\| Arbitro: \| Bonetto (Torino) \| |
| Arbitro:                             | Bonetto (Torino) |       |              |                                                   |

| Arbitro: | Ferrari (Milano) |

|  |           |                        |
|  | Marcatori | 13’, 15’, 70’ Morbello |

| Arbitro: | Campanati (Milano) |

|                       |           |              |
| Bredesen 21’ Erba 54’ | Marcatori | 26’ Morbello |

#### Girone di ritorno
| Arbitro: | Moriconi (Roma) |

|             |           |              |
| Charles 63’ | Marcatori | 26’ Morbello |

| Arbitro: | Perego (Milano) |

|                                  |           |  |
| Sorio 10’, 28’, 83’ Morbello 17’ | Marcatori |  |

| Arbitro: | Butti (Como) |

|                  |           |  |
| Manenti 75’, 85’ | Marcatori |  |

| Arbitro: | Groppi |

|  |           |             |
|  | Marcatori | 50’ Firmani |

| Arbitro: | Pieri (Trieste) |

|                                        |           |  |
| Tozzi 31’, 65’ Molino 40’ Bizzarri 75’ | Marcatori |  |

| Arbitro: | Moriconi (Roma) |

|  |           |              |
|  | Marcatori | 47’ Pascutti |

| Arbitro: | Ferrari (Milano) |

|            |           |             |
| Vicini 82’ | Marcatori | 40’ Rozzoni |

| Arbitro: | Famulari (Messina) |

|  |           |               |
|  | Marcatori | 13’ Pentrelli |

| Arbitro: | Grignani (Milano) |

|                         |           |              |
| Celio 42’ Brighenti 64’ | Marcatori | 83’ Broccini |

| Arbitro: | Mori (Cremona) |

|                        |           |               |
| Morbello 15’ Sorio 86’ | Marcatori | 7’ Di Giacomo |

| Milano 19 aprile 1959 28ª giornata | Milan            | 0 – 0 | SPAL | Stadio San Siro\| Arbitro: \| Jonni (Macerata) \| |
| Arbitro:                           | Jonni (Macerata) |       |      |                                                   |

| Arbitro: | Lo Bello (Siracusa) |

|                     |           |                            |
| Lojacono 37’ (rig.) | Marcatori | 49’ Oltramari 78’ Morbello |

| Arbitro: | Marchese (Napoli) |

|             |           |  |
| Rozzoni 61’ | Marcatori |  |

| Arbitro: | Lo Bello (Siracusa) |

|             |           |  |
| Virgili 28’ | Marcatori |  |

| Arbitro: | Fauqembergue |

|                       |           |                |
| Cappellaro 62’ (rig.) | Marcatori | 49’ Pandolfini |

| Arbitro: | Bonetto (Torino) |

|              |           |                                                                 |
| Morbello 24’ | Marcatori | 50’ Abbadie 55’ Dal Monte 63’, 84’ (rig.) Barison 72’ Maccacaro |

| Arbitro: | Leita (Udine) |

|  |           |             |
|  | Marcatori | 23’ Rebizzi |

### Coppa Italia
| Arbitro: | Mori (Cremona) |

|                                             |           |                   |
| Orlando 11’ Broccini 14’ (rig.), 48’ (rig.) | Marcatori | 21’, 35’ Bortolon |

| Arbitro: | Baldassarre (Udine) |

|                        |           |              |
| Ronzon 9’ Pensotti 74’ | Marcatori | 22’ Broccini |

## Statistiche

### Statistiche di squadra
| Competizione | Punti | In casa | In casa | In casa | In casa | In casa | In casa | In trasferta | In trasferta | In trasferta | In trasferta | In trasferta | In trasferta | Totale | Totale | Totale | Totale | Totale | Totale | DR  |
| Competizione | Punti | G       | V       | N       | P       | Gf      | Gs      | G            | V            | N            | P            | Gf           | Gs           | G      | V      | N      | P      | Gf     | Gs     | DR  |
| ------------ | ----- | ------- | ------- | ------- | ------- | ------- | ------- | ------------ | ------------ | ------------ | ------------ | ------------ | ------------ | ------ | ------ | ------ | ------ | ------ | ------ | --- |
| Serie A      | 26    | 17      | 4       | 5       | 8       | 14      | 19      | 17           | 4            | 5            | 8            | 15           | 29           | 34     | 8      | 10     | 16     | 29     | 48     | -19 |
| Coppa Italia |       | 1       | 1       | 0       | 0       | 3       | 2       | 1            | 0            | 0            | 1            | 1            | 2            | 2      | 1      | 0      | 1      | 4      | 4      | 0   |
| Totale       |       | 18      | 5       | 5       | 8       | 17      | 21      | 18           | 4            | 5            | 9            | 16           | 31           | 36     | 9      | 10     | 17     | 33     | 52     | -19 |

### Statistiche dei giocatori
| Giocatore      | Serie A  | Serie A | Coppa Italia | Coppa Italia | Totale   | Totale |
| Giocatore      | Presenze | Reti    | Presenze     | Reti         | Presenze | Reti   |
| -------------- | -------- | ------- | ------------ | ------------ | -------- | ------ |
| G. Baldisseri  | 8        | -10     | ?            | ?            | 8+       | -10+   |
| L. Boldi (III) | 1        | 0       | ?            | ?            | 1+       | 0+     |
| G. Bozzao      | 15       | 0       | ?            | ?            | 15+      | 0+     |
| P. Broccini    | 16       | 4       | ?            | ?            | 16+      | 4+     |
| L. Calza       | 22       | 0       | ?            | ?            | 22+      | 0+     |
| G. Catalani    | 11       | 0       | ?            | ?            | 11+      | 0+     |
| E. Cecchi      | 3        | 0       | ?            | ?            | 3+       | 0+     |
| E. Dal Pos     | 29       | 0       | ?            | ?            | 29+      | 0+     |
| G. Ferraro     | 4        | 0       | ?            | ?            | 4+       | 0+     |
| V. Gasperi     | 28       | 0       | ?            | ?            | 28+      | 0+     |
| C. Govoni      | 3        | 0       | ?            | ?            | 3+       | 0+     |
| A. Lucchi      | 29       | 0       | ?            | ?            | 29+      | 0+     |
| L. Maietti     | 8        | -16     | ?            | ?            | 8+       | -16+   |
| S. Malatrasi   | 25       | 0       | ?            | ?            | 25+      | 0+     |
| G. Mangiarotti | 8        | 0       | ?            | ?            | 8+       | 0+     |
| S. Mencacci    | 1        | 0       | ?            | ?            | 1+       | 0+     |
| E. Morbello    | 21       | 9       | ?            | ?            | 21+      | 9+     |
| A. Novelli     | 2        | 0       | ?            | ?            | 2+       | 0+     |
| R. Oltramari   | 8        | 1       | ?            | ?            | 8+       | 1+     |
| G. Orlando     | 10       | 1       | ?            | ?            | 10+      | 1+     |
| E. Pandolfini  | 25       | 2       | ?            | ?            | 25+      | 2+     |
| P. Rossi       | 1        | 0       | ?            | ?            | 1+       | 0+     |
| O. Rozzoni     | 23       | 7       | ?            | ?            | 23+      | 7+     |
| G. Scappi      | 6        | 0       | ?            | ?            | 6+       | 0+     |
| W. Sorio       | 21       | 5       | ?            | ?            | 21+      | 5+     |
| V. Taddia      | 1        | 0       | ?            | ?            | 1+       | 0+     |
| R. Toros       | 18       | -22     | ?            | ?            | 18+      | -22+   |
| G. Trentin     | 1        | 0       | ?            | ?            | 1+       | 0+     |
| A. Villa       | 21       | 0       | ?            | ?            | 21+      | 0+     |
| G. Vitali      | 5        | 0       | ?            | ?            | 5+       | 0+     |